# Semiothisa luteolaria
Semiothisa luteolaria är en fjärilsart som beskrevs av Johan Martin Jacob af Tengström 1869. Semiothisa luteolaria ingår i släktet Semiothisa och familjen mätare. Inga underarter finns listade i Catalogue of Life.